# パロス・デ・ラ・フロンテーラ
パロス・デ・ラ・フロンテーラ（スペイン語: Palos de la Frontera）は、スペイン、アンダルシア州ウエルバ県の自治体。単にパロス（Palos）と呼ばれることもある。

## 地理
ティント川とオディエル川の河口のリア・デ・ウエルバの東側に位置し、ウエルバに近い。カディス湾沿いにはラムサール条約登録地であるラグーンがあり、一帯はカオジロオタテガモ、カンムリサギ、アフリカオオバン、アカハシハジロ、メジロガモ、ヨーロッパチュウヒ、ミサゴなどの繁殖地と越冬地である。

## 由来
ローマ時代の名称である「パルス」（Palus、潟を意味する）を語源とする。1642年、自治特権を与えられた際に正式名称をパロス・デ・ラ・フロンテーラとした。

## 歴史
パロスに人が定住したのは新石器時代からとされる。タルテッソス、ローマ帝国、西ゴート王国、イスラムの支配を受け、1322年、カスティーリャ王アルフォンソ11世がパロスをアロンソ・カーノとその妻ベレンゲラへと授けた。この年がパロス発祥の年とされる。当時のパロスは対イスラムの前線と接しており、人口はわずかであった。人口の大半を占める漁民は、風や海賊の攻撃から身を守るために、ティント川の中に港を築いていた。
1379年、フアン1世からパロスを授けられたアルバル・ペレス・デ・グスマンが、パロス創建者とみなされている。彼は50家族の植民を行い、決して肥沃とはいえない土地にオリーブを植林し、オリーブ油を作ることで収入が得られるようにした。夫妻の死後、パロスの土地を娘たちが分割して継承した。一方は子孫であるメディナ＝シドニア公が継承し、もう一方は1492年、カトリック両王時代に王家が購入した。
15世紀のパロス人口はおよそ2500人であった。彼らは漁業と、捕れた魚を輸出する地中海貿易・北大西洋貿易で繁栄していた。ギニアでさえも取引があったという。
パロスの黄金時代は1470年から1479年であった。この時代、カスティーリャ王国はフアナ・ラ・ベルトラネーハとイサベル・デ・カスティーリャ・イ・アビス（のちのイサベル1世）の王位継承を巡る内戦で二分されていた。フアナと結婚してあわよくばカスティーリャ王位を狙っていたのが隣国ポルトガル王アフォンソ5世で、当時のポルトガルは対アフリカ貿易や海外領土拡大においてカスティーリャの競争相手であった。カスティーリャ海軍の対ポルトガル遠征では、常に熟練した技術を持つパロス出身の船乗りの姿があった。これにより、パロスは揺るぎない名誉を得た。
しかし、海軍遠征はカトリック両王の敗北に終わった。1479年のアルカソバス条約で、カスティーリャは大西洋・アフリカ沿岸の領土（カナリア諸島を除く）を放棄することになった。スペインとポルトガルは、スペイン王女をポルトガル王位継承予定者と婚約させることで和解した。しかしパロスの船乗りはこの和平を時には無視し、ポルトガルの貿易路を荒らした。
1490年から2年間、クリストーバル・コロンはパロスのラ・ラビダ修道院に客人として滞在した。コロンを支援する修道院長はイサベル1世の告解師シスネロスへコロンを紹介した。1492年8月3日、クリストーバル・コロンが指揮する船団がパロスを出航した。この船団には、パロス出身の船乗りピンソン兄弟も乗っていた（長男マルティンはピンタ号の、次男ビセンテはニーニャ号の船長）。
コロンの航海で新大陸が発見され、新大陸貿易が活発となると同時に、新大陸へのキリスト教宣教も盛んとなった。パロスからは、ラ・ラビダ修道院の属するフランチェスコ会を中心として、多くの宣教師たちが海を渡っていった。

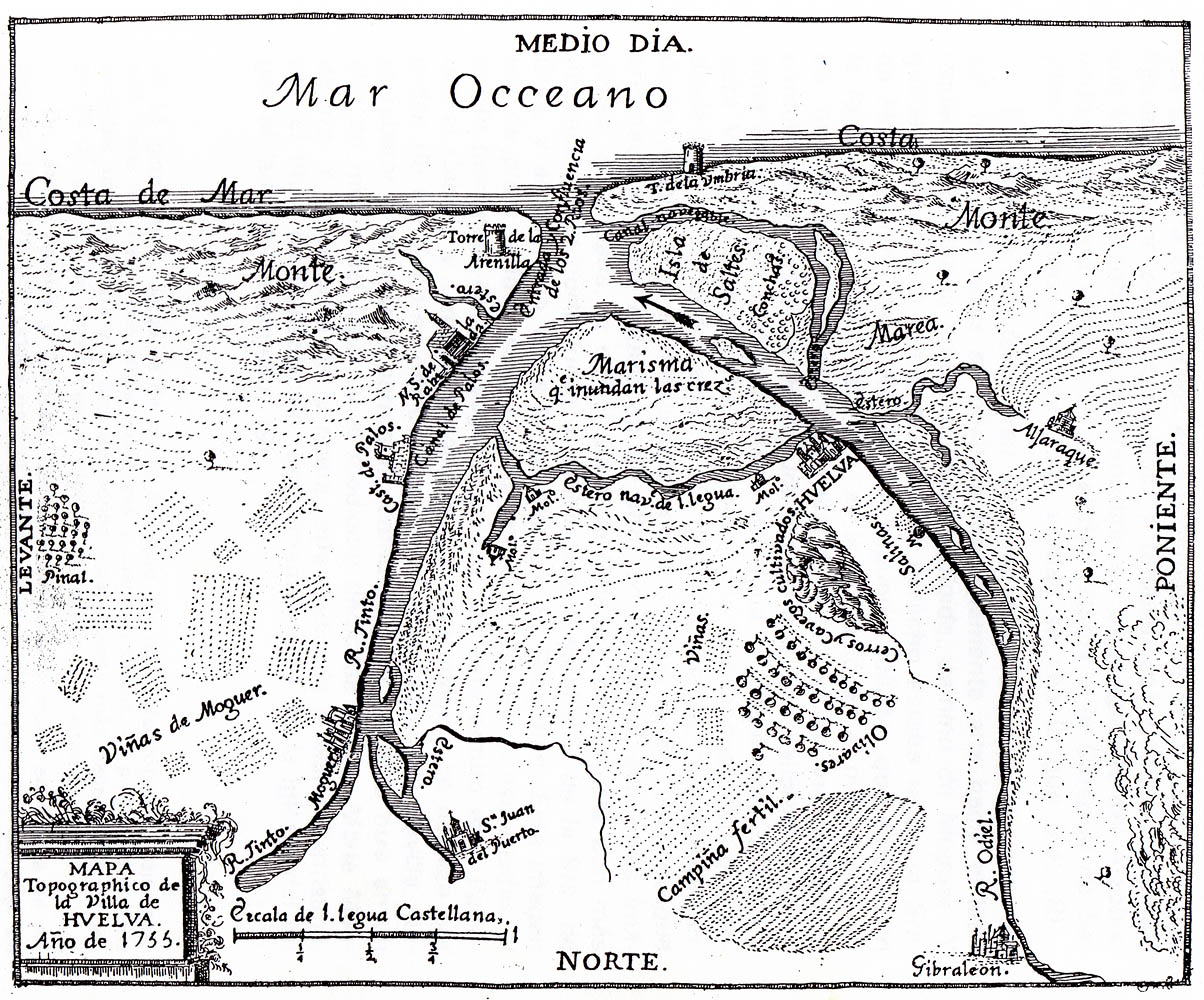
18世紀のパロス

コロンの航海成功後、カトリック両王はセビーリャに定住し、スペイン本土、西インド諸島、カナリア諸島、北アフリカ沿岸バルバリアとの交易を指揮する貿易院を1503年に設置した。アンダルシア沿岸の港からセビーリャへ貿易の中心が移管されたことで、急速にパロスは衰退していった。新大陸貿易に引きつけられたパロス住民はアメリカやセビーリャへ移住し、パロスはほとんど貿易船の見られない漁村になりはてた。わずかに残った漁民も近隣の村の船に雇われたり、移住を余儀なくされた。その後3世紀もの間、パロス住民は農業を中心に暮らした。18世紀半ばの人口はわずか約125人であった。しかし同じ時期、カタルーニャ人投資家が、パロスにブドウ栽培を導入した。ブドウ栽培が軌道に乗るに連れ、人口は1492年以前の水準にまで回復していった。

## 経済
海に面しているために伝統的に漁業と貿易業を中心としてきた。しかしアメリカへの移民が激増した過去があり、現在は漁船や貿易船はまばらであり、人々は農業を主幹産業としている。20世紀後半からはEU向けの農産品輸出（ワイン、商標登録されているイチゴFresón de Palosや、ハモン・イベリコなど）が盛んとなっている。その他には石油・ガス精製が行われている。

## 史跡
- サン・ホルヘ教会 - ゴシック様式とムデハル様式の混合。
- マルティン・アロンソ・ピンソン博物館
- ラ・ラビダ修道院
- カラベラ船停泊地 - ニーニャ号、ピンタ号、サンタ・マリア号の復元がある

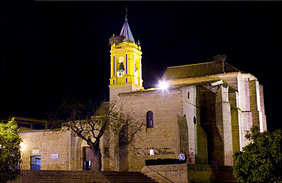
サン・ホルヘ教会
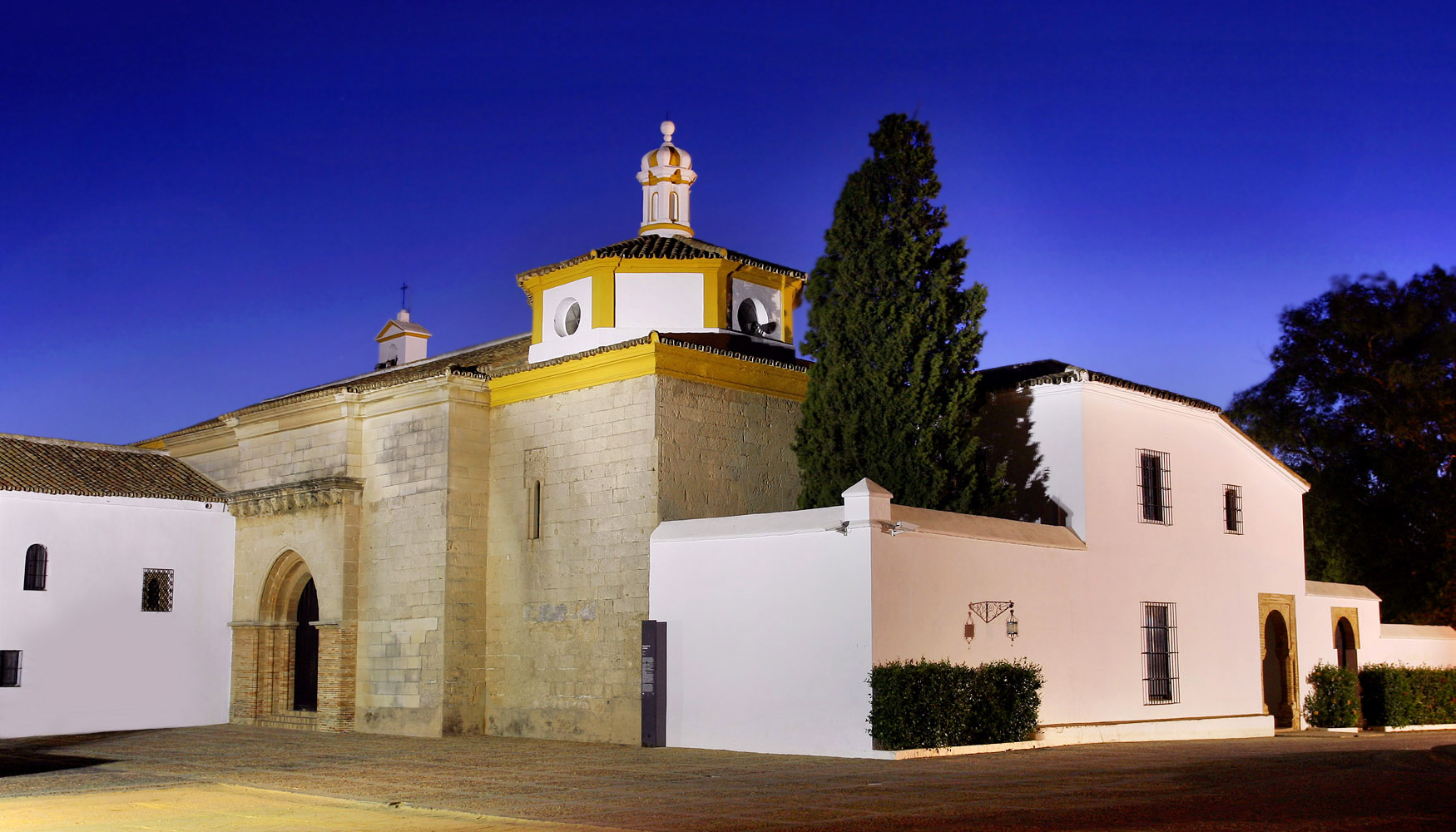
ラ・ラビダ修道院
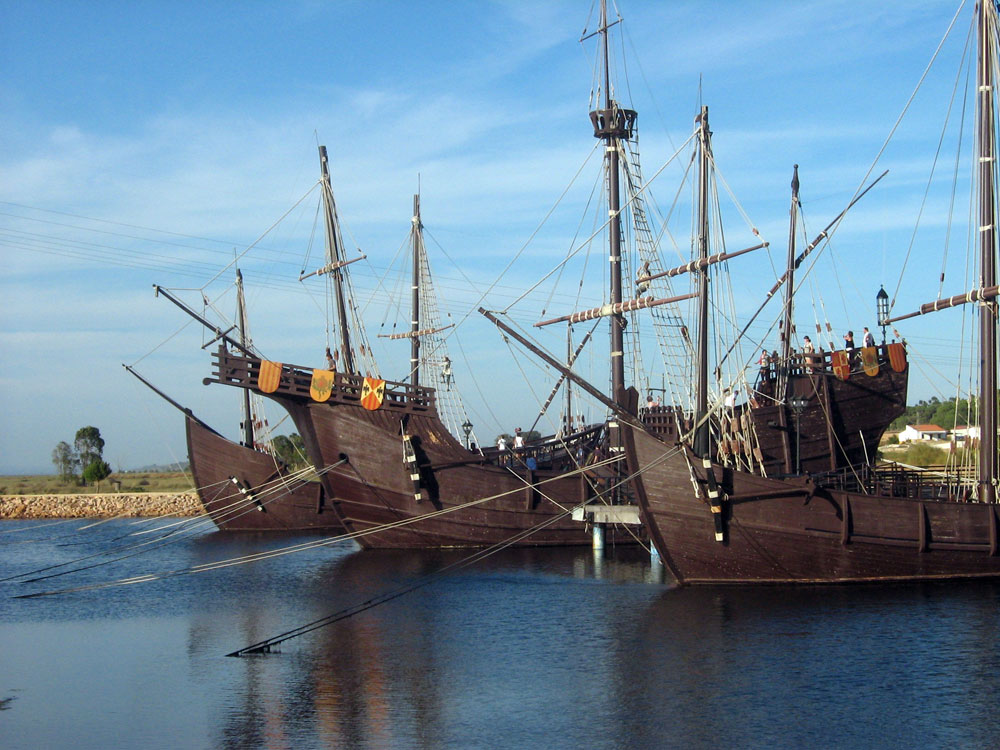
カラベラ船

## 出身著名人
- マルティン・アロンソ・ピンソン - 航海者
- ビセンテ・ヤーニェス・ピンソン - 航海者
- フアン・ベルムデス（es） - 航海者。バミューダ諸島発見者。
- ゴンサロ・ゲレーロ - 航海者。遭難しユカタン半島へ漂着、マヤ人の奴隷にされた。解放後、ホンジュラスで死去
- フアン・イスキエルド - ユカタン司教

## 姉妹都市
- アンクー, チリ
- アッシジ, イタリア
- バイヨーナ、スペイン
- カボ・デ・サント・アゴスティーニョ、ブラジル
- コロンバス (オハイオ州)、アメリカ合衆国
- コロンバス (テキサス州)、アメリカ合衆国
- チロエ島、チリ
- ラゴス、ポルトガル
- ラティーナ、イタリア
- 大船渡市、日本

- ロス・パロス、キューバ
- プエルト・イグアス、アルゼンチン
- サン・セバスティアン・デ・ラ・ゴメラ、スペイン
- サン・フアン・デル・プエルト、スペイン
- サンルーカル・デ・バラメーダ、スペイン
- サンタ・フェ、スペイン
- サンティアゴ・デ・カリ、コロンビア
- サンティアゴ・デ・チレ、チリ
- サント・ドミンゴ (チリ)、チリ
- サントーニャ、スペイン
- ソンソナテ、エルサルバドル
- ソワイヨー、フランス